# Supraconducteur à haute température
Un supraconducteur à haute température (en anglais, high-temperature superconductor : high-Tc ou HTSC) est un matériau présentant une température critique de supraconductivité Tc relativement élevée par rapport aux supraconducteurs conventionnels, c'est-à-dire en général à des températures supérieures à 30 K soit −243 °C.
Ce terme désigne en général la famille des matériaux de type cuprate, dont la supraconductivité existe jusqu'à 138 K. Mais d'autres familles de supraconducteurs, comme les supraconducteurs à base de fer découverts en 2008, peuvent aussi être désignées par ce même terme. Une autre terminologie distingue les supraconducteurs conventionnels des supraconducteurs non conventionnels, selon qu'ils peuvent être décrits ou non avec la Théorie BCS classique de la supraconductivité. Les supraconducteurs à haute température sont en général classés comme non conventionnels. Aucune théorie à ce jour ne permet d'expliquer ce mécanisme de supraconductivité.
En 2015, des chercheurs allemands montrent que le sulfure d'hydrogène H2S sous très forte pression est supraconducteur à −70 °C, ce qui constitue alors un record de température. En 2018, le décahydrure de lanthane LaH10 montre une température de transition Tc = −13,5 °C sous 188 GPa, un nouveau record. 
La découverte d'un premier matériau supraconducteur à température ambiante (mais très haute pression), un hydrure de carbone et de soufre, est annoncée en 2020,, mais la publication originale est rétractée en 2022.

## Histoire
Jusqu'en 1986, la théorie BCS, proposée en 1957, ne laissait pas présager que la supraconductivité puisse être observée à des températures sensiblement supérieures à 30 K.
Le premier matériau à haute Tc a été mis en évidence en 1986 par Karl Müller et Johannes Bednorz, chercheurs chez IBM, qui ont reçu le prix Nobel de physique en 1987 pour cette découverte.
Jusqu'à la découverte de supraconducteurs à base de fer en 2008,, le terme « supraconducteur à haute température » était équivalent à « supraconducteur au cuprate » (par exemple, pour les composés chimiques BSCCO et YBCO).

## Une définition?
Le terme « hautes températures » n'a pas de définition précise ; il désigne des matériaux dont la supraconductivité est observée à des températures supérieures à 30 K à peu près, donc supérieures à −240 °C, ce qui reste très froid par rapport à la température ambiante, mais beaucoup moins que les supraconducteurs découverts avant 1986. Mais à partir de cette définition, même certains supraconducteurs classiques, comme le composé MgB2 présentant une température critique de 39 K soit −234 °C, seront « à haute température ».
On pourra plutôt choisir de distinguer les supraconducteurs par l'origine physique de la supraconductivité : des « supraconducteurs non conventionnels » pour les cuprates ou les pnictures, et au contraire des « supraconducteurs conventionnels », comme les métaux, ou des alliages, ou intermétalliques, comme Nb3Sn ou MgB2. « Non conventionnel » signifie ici que le mécanisme à l'origine de la supraconductivité n'est a priori pas celui décrit par Bardeen, Cooper et Schrieffer, c'est-à-dire qu'il n'est pas dû aux vibrations atomiques (BCS). Les fermions lourds ou les supraconducteurs organiques sont probablement eux aussi « non conventionnels » bien que leur température critique soit très basse. La recherche actuelle se concentre sur cette classe de composés.

## Usages possibles
En théorie, ils permettent de transporter bien plus d'électricité dans des câbles significativement plus petits, facilitant, par exemple, l'allongement ou l'enterrement des lignes à haute tension, les connexions avec des centrales éoliennes ou solaires éloignées, des trains à sustentation magnétique qui pourraient se déplacer à coûts raisonnables à près de 500 km/h, des ordinateurs et calculateurs qui deviendraient ultra-rapides, des moteurs électriques qui pourraient devenir plus petits et plus puissants, et des installations médicales de type IRM qui verraient leur coût diminuer.

### Transport d'énergie électrique
Nexans a annoncé en 2010 avoir développé et testé avec succès dans son laboratoire haute tension de Hanovre (Allemagne) un nouveau câble supraconducteur fonctionnant à 200 kV, permettant le transport de plusieurs gigawatts électriques (première mondiale selon le groupe). 360 kV de tension ont été appliqués à ce câble (1,8 fois la tension de fonctionnement) durant plusieurs heures. Le système a pu être maintenu à une tension nominale de 200 kV, et a supporté avec succès des surtensions simulant celles se produisant en cas d'impact de foudre ou d'ouverture/fermeture de circuit.
De tels câbles, à courant continu, pourraient notamment répondre aux besoins de grands projets, tels que Desertec, ou de la plateforme d'échange d'énergie renouvelable nord-américaine de Tres Amigas aux États-Unis qui, à Clovis au Nouveau-Mexique, doit relier, via un réseau triangulaire de 9,6 km de « pipelines électriques », les trois grands réseaux électriques du pays : Eastern Interconnection, Western Interconnection et Texas Interconnection, les câbles supraconducteurs HT étant associés à des convertisseurs (VSC) alternatif/continu.
L'entreprise cherche maintenant à produire un câble supraconducteur supportant une intensité très élevée (jusqu'à 12 500 A) de manière à pouvoir transporter plusieurs gigawatts par câble.

## Usages actuels
Ils sont utilisés pour des besoins particuliers, de haute technologie mais restent coûteux. En particulier, les systèmes de refroidissement et de sécurisation sont encore lourds, chers et consommateurs d'énergie. Et après les annonces des années 1980, les fabricants n'ont pas encore réussi à produire des câbles souples et durablement fiables à partir de céramiques (matériaux durs et cassant), mais la fibre de verre a connu des problèmes similaires à ses débuts et les recherches se poursuivent, notamment sous l'égide de la NASA et d'une société de fabrication de supraconducteurs Metox (Metal oxide technologies) installée à Houston près des laboratoires de la NASA, dont le Centre de recherche sur la supraconductivité et les matériaux avancés du Texas.
Les câbles de première génération avaient des performances réelles 100 fois moindres que leur potentiel théorique, mais la technologie semble progresser dans ce domaine et laissent espérer des câbles 100 fois plus performant qu'avec le fil de cuivre à température ambiante, à coût équivalent au câble cuivre.
Des conditions d'usages plus intéressantes existent dans l'espace, et la supraconduction pourrait être intéressante pour la conquête spatiale, le travail sur la Lune ou Mars, par exemple.

## Fabrication
Les expériences spatiales conduites par la NASA (croissance de films minces dans le quasi-vide spatial avec la navette) ont abouti à des technologies permettant de faire croître un film supraconducteur de quelques microns sur une base flexible. L'enroulement de films d'oxydes de très haute qualité commence à être maîtrisé en 2009, laissant espérer des progrès comparables à ceux qu'a connus la fibre de verre.